# Santa Rosa (distrito de Rodríguez de Mendoza)
Santa Rosa é um distrito peruano localizado na Província de Rodríguez de Mendoza, departamento Amazonas. Sua capital é a cidade de Santa Rosa de Huayabamba.

## Transporte
O distrito de Santa Rosa não é servido pelo sistema de estradas terrestres do Peru.